# فهرست آهنگ‌های سروده شده توسط چارلی ایکس‌سی‌ایکس

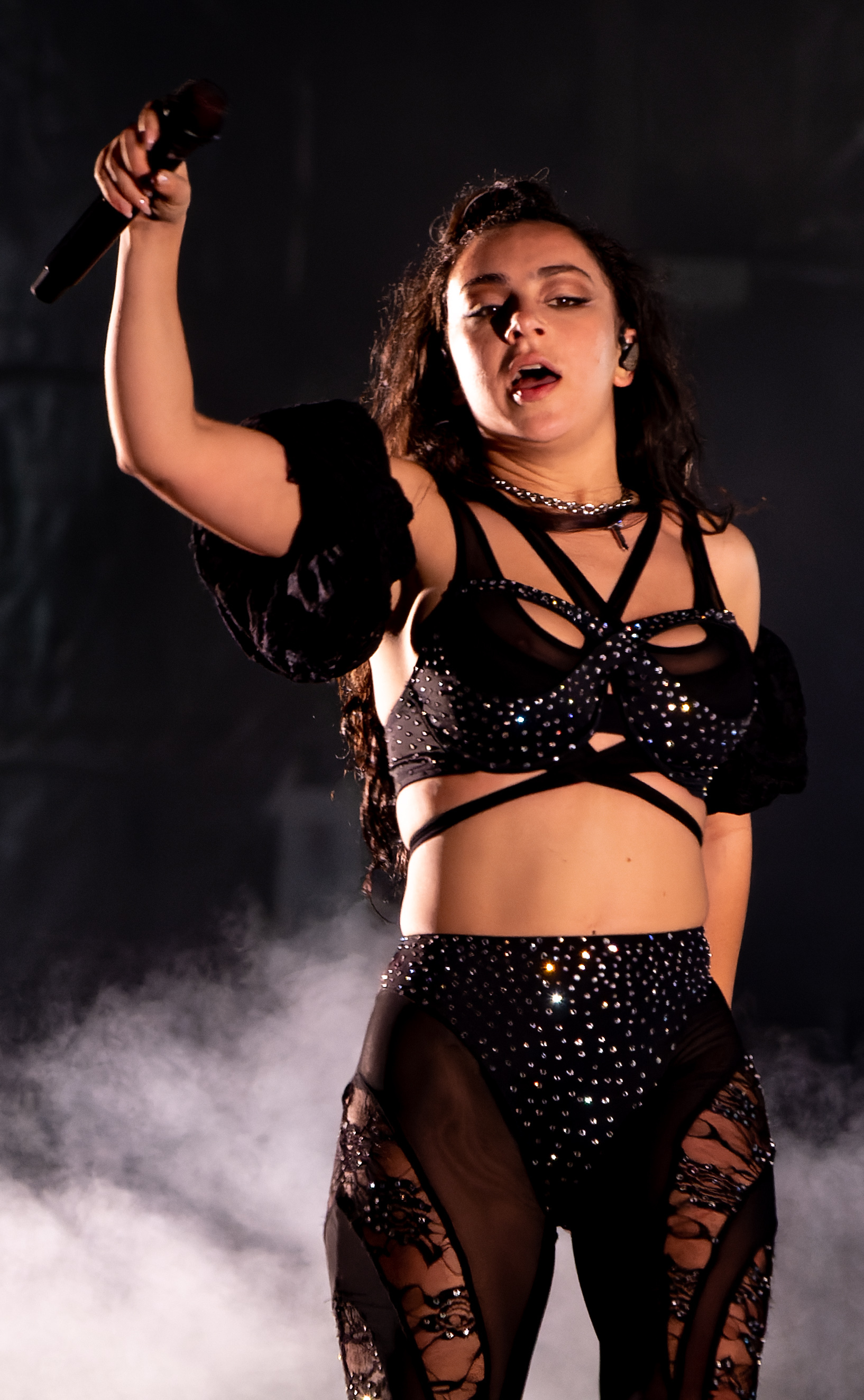
چارلی ایکس‌سی‌ایکس حین‌اجرا در سال ۲۰۲۲

خوانندهٔ انگلیسی چارلی ایکس‌سی‌ایکس تاکنون برای ۶ آلبوم استودیویی، ۴ میکس‌تیپ، ۳ آلبوم چندآهنگه خود و خواننده‌های دیگر ترانه‌هایی سروده‌است. وی حرفهٔ خود را با ۱۴ آغاز کرده و تمامی ترانه‌های این آلبوم را خودش سروده‌است. چارلی ایکس‌سی‌ایکس از طریق تک‌آهنگ گروهٔ موسیقی دونفرهٔ سوئدی آیکونا پاپ تحت عنوان عاشقشم به‌عنوان خوانندهٔ ترانه و یکی از ترانه‌سرودان شناخته شد
چارلی ایکس‌سی‌ایکس اولین آلبوم استودیویی خودرا تحت عنوان عشق راستین در سال ۲۰۱۳ منتشر نمود و یک‌سال پس از انتشار این آلبوم وی مکنده را نیز منتشر کرد و در سال ۲۰۱۶ دومین آلبوم چندآهنگهٔ خودرا به‌نام ووم ووم منتشر کرد. وی در سال ۲۰۱۷ دو میکس‌تیپ تحت عنواین فرشته شماره ۱ و پاپ ۲ منتشر کرد که دومین میکس‌تیپ مورد تحسین جهانی منقتدان موسیقی قرار گرفت و در فهرست «۲۰۰ آلبوم برتر دههٔ ۲۰۱۰» پیچفورک قرار گرفت.
چارلی ایکس‌سی‌ایکس بین سال‌های ۲۰۱۵ تا ۲۰۱۷ کار بر روی سومین آلبوم استودیویی‌اش را آغاز کرد. گرچه این آلبوم چندین‌بار به تعویق افتاد و درنهایت در اوت سال ۲۰۱۷ ترانه‌های آلبوم لو رفتند و این سبب لغو انتشار آلبوم گردید. آلبوم سوم قرار بود شامل ترانه‌های «بعد افترپارتی» و «پسرها» باشد اما بعدها چارلی ایکس‌سی‌ایکس تصمیم بر کار کردن بر یک پروژهٔ جدید گرفت و در نهایت سومین آلبوم استودیویی خود را تحت عنوان چارلی در سال ۲۰۱۹ منتشر کرد. سپس بعد از این‌ها طی قرنطینهٔ کووید-۱۹ وی کار را بر روی چهارمین آلبوم استودیویی خود تحت عنوان الان چه حسی دارم شروع و منتشر کرد. چارلی ایکس‌سی‌ایکس پنجمین آلبوم استودیویی خود را به‌نام تصادف در ۱۸ مارس سال ۲۰۲۲ منتشر کرد. وی در سال ۲۰۲۴ ششمین آلبوم استودیویی خود را تحت عنوان لوس منتشر کرد، که یک ضبط کلابی بود.
برخی هنرمندان از جمله اولیویا رودریگو، ایزی کامینا، گرلی و لولو زوآی چارلی ایکس‌سی‌ایکس را به‌خاطر مهارت‌های ترانه‌سرایی‌اش تحسین کرده‌اند. چارلی ایکس‌سی‌ایکس علاوه بر موسیقی خودش برای هنرمندان دیگری از جمله بلاندی، ویل.آی.ام، سلنا گومز، ایگی آزیلیا و کامیلا کبیو ترانه‌هایی نیز سروده‌است.

## ترانه‌ها
|  | ترانه‌هایی که چارلی ایکس‌سی‌ایکس به‌تنهایی نوشته‌است |

| ترانه                                | هنرمند(ان)                                                           | نویسنده(گان) | آلبوم                                    | سال        | م.              |
| ------------------------------------ | -------------------------------------------------------------------- | --- | ---------------------------------------- | ---------- | --------------- |
| «!فرانچسکار!»                        | چارلی ایکس‌سی‌ایکس                                                     | شارلوت ایچیسن | ۱۴                                       | ۲۰۰۸       | [ ۱۷ ]          |
| «۱ شب»                               | مورا ماسا به‌همراه چارلی ایکس‌سی‌ایکس                                   | الکس کراسن شارلوت ایچیسن پاتریک برگر فردریک برگر پیرو پیچونی | مورا ماسا                                | ۲۰۱۷       | [ ۱۸ ]          |
| «۱۰۰ بد (ریمیکس)»                    | تامی جنسیس به‌همراه چارلی ایکس‌سی‌ایکس                                  | جنسیس موهانراج شارلوت ایچیسن | تامی جنسیس                               | ۲۰۱۸       | [ ۱۹ ]          |
| «۱۴»                                 | چارلی ایکس‌سی‌ایکس                                                     | شارلوت ایچیسن | ۱۴                                       | ۲۰۰۸       | [ ۱۷ ]          |
| «۱۹۹۹»                               | چارلی ایکس‌سی‌ایکس به‌همراه تروی سیوان                                  | شارلوت ایچیسن جونالی پارمنیوس اسکار هولتر تروی سیوان برت مکلافلین                                                                                               | چارلی                                    | ۲۰۱۹       | [ ۲۰ ]          |
| «میشه براش مرد»                      | ادیسون ری به‌همراه چارلی ایکس‌سی‌ایکس                                   | ادیسون ری شارلوت ایچیسن اندرو گلدستین برت مکلافلین جیکوب کاشر هیندلین مدیسون لاو                                                                                | ای‌آر                                     | ۲۰۲۳       | [ ۲۱ ]          |
| «۲۰۹۹»                               | چارلی ایکس‌سی‌ایکس به‌همراه تروی سیوان                                  | شارلوت ایچیسن الکساندر گای کوک تروی سیوان نیکلاس پتیتوری | چارلی                                    | ۲۰۱۹       | [ ۲۰ ]          |
| «۳ بعد از ظهر (بالا بکش)»            | چارلی ایکس‌سی‌ایکس به‌همراه مو                                          | شارلوت ایچیسن الکساندر گای کوک فین کین کارن مری اورستد | فرشته شماره ۱                            | ۲۰۱۷       | [ ۲۲ ]          |
| «پنج صبح»                            | چارلی ایکس‌سی‌ایکس                                                     | شارلوت ایچیسن جف یانگ جیسن پبورث جورج استاسیو جاناتان شیو نات دان کلئو تای                                                                                      | Non-album single                         | ۲۰۱۸       | [ ۲۳ ]          |
| «۷ سال»                              | چارلی ایکس‌سی‌ایکس                                                     | شارلوت ایچیسن الکساندر گای کوک بی‌جی برتون | الان چه حسی دارم                         | ۲۰۲۰       | [ ۲۴ ]          |
| «۹۱۱» (ریمیکس)                       | لیدی گاگا به‌همراه چارلی ایکس‌سی‌ایکس و ای. جی. کوک                     | لیدی گاگا مایکل تاکر هوگو لکلرک جاستین ترانتر شارلوت ایچیسن | طلوع کروماتیکا                           | ۲۰۲۱       | [ ۲۵ ]          |
| «بعد افترپارتی»                      | چارلی ایکس‌سی‌ایکس به‌همراه لیل یاتی                                    | شارلوت ایچیسن مایلز مک‌کلوم راشل کین فرد گیبسون سوفی زیان تور اریک هرمنسن میکل استورلیر اریکسن آیلار میرزازاده                                                   | Non-album single                         | ۲۰۱۶       | [ ۲۶ ]          |
| «الکلی»                              | چارلی ایکس‌سی‌ایکس                                                     | شارلوت ایچیسن | ۱۴                                       | ۲۰۰۸       | [ ۱۷ ]          |
| «آلی»                                | —                                                                    | شارلوت ایچیسن اوزوچی امنیکه | —                                        | Unreleased | [ ۲۷ ]          |
| «همیشه عصبانی»                       | چارلی ایکس‌سی‌ایکس                                                     | شارلوت ایچیسن مت اسکوایر | —                                        | Unreleased | [ ۲۸ ]          |
| «سرودها»                             | چارلی ایکس‌سی‌ایکس                                                     | شارلوت ایچیسن دیلن بردی دنی ال هرل | الان چه حسی دارم                         | ۲۰۲۰       | [ ۲۴ ]          |
| «اتمی»                               | —                                                                    | شارلوت ایچیسن الکس دروری دنیل زک واتس | —                                        | Unreleased | [ ۲۹ ]          |
| «عزیزم»                              | چارلی ایکس‌سی‌ایکس                                                     | شارلوت ایچیسن جرمایا رایزن جاستین رایزن | تصادف                                    | ۲۰۲۲       | [ ۳۰ ] [ ۳۱ ]   |
| «دختربچه»                            | چارلی ایکس‌سی‌ایکس به‌همراه اوفی                                        | شارلوت ایچیسن اماندا لوسیل وارنر جان هیل سارا هادسون آنا-کاترین هارتلی                                                                                          | فرشته شماره ۱                            | ۲۰۱۷       | [ ۲۲ ]          |
| «صندلی پشتی»                         | چارلی ایکس‌سی‌ایکس به‌همراه کارلی ری جپسن                               | شارلوت ایچیسن الکساندر گای کوک فین کین کارلی ری جپسن | پاپ ۲                                    | ۲۰۱۷       | [ ۳۲ ]          |
| «تتو بد»                             | —                                                                    | شارلوت ایچیسن الکساندر گای کوک فین کین آلما-سوفیا میتینن | —                                        | Unreleased | [ ۳۳ ]          |
| «بنگ بنگ»                            | دی‌جی فرش و دیپلو به‌همراه آر سیتی، سلاه سو و کریگ دیوید               | دنیل استین توماس پنتز ترون توماس تیموتی توماس شارلوت ایچیسن کریگ دیوید لوکاز گوتوالد هنری والتر                                                                 | Non-album single                         | ۲۰۱۶       | [ ۳۴ ]          |
| «همین‌جا باش»                         | کونگز و استارگیت به‌همراه جاش گلدن                                    | والنتین برونل تور اریک هرمنسن میکل استورلیر اریکسن جونالی پارمنیوس الکساندرا یاتچنکو شارلوت ایچیسن رابی برگین تور هارمسن                                        | Non-album single                         | ۲۰۱۸       | [ ۳۵ ]          |
| «التماس برای آن»                     | ایگی آزیلیا به‌همراه مو                                               | آمیتیست کلی شارلوت ایچیسن جان ترنر جیسن پبورث جورج استاسیو جاناتان شیو کرتیس مکنزی                                                                              | باز طبقه‌بندی شده                         | ۲۰۱۴       | [ ۳۶ ]          |
| «التماس برای تو»                     | چارلی ایکس‌سی‌ایکس به‌همراه رینا ساوایاما                               | شارلوت ایچیسن رینا ساوایاما الکساندر سویفر سورانا پکیورر رولاند اسپرکلی نیکلاس گیل آنو بهگوان نیکلاس ون در برگ جوناس ون در برگ                                  | تصادف                                    | ۲۰۲۲       | [ ۳۰ ] [ ۳۷ ]   |
| «بل ایر»                             | —                                                                    | شارلوت ایچیسن جونالی پارمنیوس جارد راجرز | —                                        | Unreleased | [ ۳۸ ]          |
| «رزهای مشکی»                         | چارلی ایکس‌سی‌ایکس                                                     | شارلوت ایچیسن آریل ریچ‌شید جاستین رایزن | عشق راستین                               | ۲۰۱۲       | [ ۳۹ ]          |
| «میندازمش گردن تو»                   | چارلی ایکس‌سی‌ایکس                                                     | شارلوت ایچیسن الکساندر گای کوک جونالی پارمنیوس | فرشته شماره ۱                            | ۲۰۱۷       | [ ۲۲ ]          |
| «میندازمش گردن عشق تو»               | چارلی ایکس‌سی‌ایکس به‌همراه لیزو                                        | شارلوت ایچیسن تور اریک هرمنسن میکل استورلیر اریکسن جونالی پارمنیوس الکساندرا یاتچنکو فین کین ملیسا جفرسن                                                        | چارلی                                    | ۲۰۱۹       | [ ۲۰ ]          |
| «میترکونمت»                          | یوگی به‌همراه آلونا جورج و لس ایز مور                                 | یوگش تولسیانی ژان-باپتیست دیلیون بلیک آلونا فرنسیس جورج رید تور اریک هرمنسن میکل استورلیر اریکسن راس گولان بنجامین لوین شارلوت ایچیسن الکساندر لوئیس مایکل تاکر | Non-album single                         | ۲۰۱۶       | [ ۴۰ ]          |
| «بدن خودم»                           | چارلی ایکس‌سی‌ایکس                                                     | شارلوت ایچیسن پاتریک برگر کریستین اولسن | مکنده                                    | ۲۰۱۴       | [ ۴۱ ]          |
| «بوم کلپ»                            | چارلی ایکس‌سی‌ایکس                                                     | شارلوت ایچیسن فردریک برگر پاتریک برگر استفان گراسلوند | مکنده                                    | ۲۰۱۴       | [ ۴۱ ]          |
| «پرش»                                | چارلی ایکس‌سی‌ایکس به‌همراه کیاری پامیو پامیو                           | شارلوت ایچیسن الکساندر گای کوک سوفی زیان جونالی پارمنیوس | —                                        | Unreleased | [ ۴۲ ]          |
| «دوست‌پسر ایده‌آل»                     | بلا تورن                                                             | شارلوت ایچیسن آلن گریگ | جرسی                                     | ۲۰۱۴       | [ ۴۳ ]          |
| «پسران و دختران»                     | ویل.آی.ام به‌همراه پیا میا                                            | ویلیام آدامز شارلوت ایچیسن جف مارتنز کایلی مینوگ فرناندو گاریبی                                                                                                 | Non-album single                         | ۲۰۱۶       | [ ۴۴ ]          |
| «قوانین را شکستن»                    | چارلی ایکس‌سی‌ایکس                                                     | شارلوت ایچیسن استیو مک تور اریک هرمنسن میکل استورلیر اریکسن دنیل اوملیو مگنوس آگست هایبرگ                                                                       | مکنده                                    | ۲۰۱۴       | [ ۴۱ ]          |
| «بهم زدن»                            | چارلی ایکس‌سی‌ایکس                                                     | شارلوت ایچیسن پاتریک برگر جونالی پارمنیوس مارکوس کرونگارد | مکنده                                    | ۲۰۱۴       | [ ۴۱ ]          |
| «بلوک‌ها»                             | تامی جنسیس به‌همراه چارلی ایکس‌سی‌ایکس                                  | جنسیس موهانراج شارلوت ایچیسن | Non-album single                         | ۲۰۱۹       | [ ۴۵ ]          |
| «گلوله‌ها»                            | تای اسلاتر                                                           | الکساندر گای کوک فین کین شارلوت ایچیسن آلما-سوفیا میتینن نونی بائو پاتریک برگر                                                                                  | سافت راک                                 | ۲۰۲۳       | [ ۴۶ ]          |
| «سی۲.۰»                              | چارلی ایکس‌سی‌ایکس                                                     | شارلوت ایچیسن الکساندر گای کوک دیلن بردی جان اومرو روثنبرگ ترون توماس توماس تمممتز                                                                              | الان چه حسی دارم                         | ۲۰۲۰       | [ ۲۴ ]          |
| «بهش زنگ میزنم»                      | —                                                                    | شارلوت ایچیسن ترواریوس گراس | —                                        | Unreleased | [ ۴۷ ]          |
| «صدامو میشنوی»                       | —                                                                    | شارلوت ایچیسن سوفی زیان جونالی پارمنیوس | —                                        | Unreleased | [ ۴۸ ]          |
| «نیمه‌هاش گرفتار شدم»                 | چارلی ایکس‌سی‌ایکس                                                     | شارلوت ایچیسن بنجامین لوین نیک ون هوفوگن | مکنده                                    | ۲۰۱۴       | [ ۴۱ ]          |
| «شارژر» (بازسازی چارلی ایکس‌سی‌ایکس)   | الیو با چارلی ایکس‌سی‌ایکس                                             | شارلوت ایچیسن شارلوت لی برت مکلافلین اندرو سلتزر | ریمیکس‌ها                                 | ۲۰۲۱       | [ ۴۹ ]          |
| «ترانه چس»                           | چارلی ایکس‌سی‌ایکس                                                     | شارلوت ایچیسن | 14                                       | ۲۰۰۸       | [ ۱۷ ]          |
| «پای گیلاس»                          | —                                                                    | شارلوت ایچیسن اوزوچی امنیکه | —                                        | Unreleased | [ ۵۰ ]          |
| «پنجه‌ها»                             | چارلی ایکس‌سی‌ایکس                                                     | شارلوت ایچیسن دیلن بردی بی‌جی برتون | الان چه حسی دارم                         | ۲۰۲۰       | [ ۲۴ ]          |
| «کلیک»                               | چارلی ایکس‌سی‌ایکس به‌همراه کیم پتراس و تامی کش                         | شارلوت ایچیسن الکساندر گای کوک جان اومرو روثنبرگ ترون توماس توماس تمممتز دیلن بردی                                                                              | چارلی                                    | ۲۰۱۹       | [ ۲۰ ]          |
| «هاله ابر»                           | چارلی ایکس‌سی‌ایکس به‌همراه بروک کندی                                   | شارلوت ایچیسن جوزف زوکو جسی سنت جان بروک کندی | سوپر اولترا عشق راستین                   | ۲۰۱۲       | [ ۵۱ ] [ ۳۹ ]   |
| «بیا به مهمونی من»                   | چارلی ایکس‌سی‌ایکس                                                     | شارلوت ایچیسن جیسن پبورث جورج استاسیو جاناتان شیو اماندا لوسیل وارنر                                                                                            | —                                        | Unreleased | [ ۵۲ ]          |
| «شب‌های سرد (ریمیکس)»                 | چارلی ایکس‌سی‌ایکس                                                     | فورست سوردزتام کرل شارلوت ایچیسن | سوپر اولترا                              | ۲۰۱۲       | [ ۵۱ ]          |
| «دائم رو تکرار»                      | چارلی ایکس‌سی‌ایکس                                                     | شارلوت ایچیسن جونالی پارمنیوس لینوس ویکلوند | تصادف                                    | ۲۰۲۲       | [ ۳۰ ]          |
| «تصادف»                              | چارلی ایکس‌سی‌ایکس                                                     | شارلوت ایچیسن جورج دنیل الکساندر گای کوک ویلون رکتور | تصادف                                    | ۲۰۲۲       | [ ۳۰ ]          |
| «دیوونه دیوونه»                      | یاسوتاکا ناکاتا به‌همراه چارلی ایکس‌سی‌ایکس و کیاری پامیو پامیو         | یاسوتاکا ناکاتا شارلوت ایچیسن | دیجیتال بومی                             | ۲۰۱۷       | [ ۵۳ ]          |
| «خطت میزنم»                          | چارلی ایکس‌سی‌ایکس به‌همراه اسکای فریرا                                 | شارلوت ایچیسن الکساندر گای کوک جونالی پارمنیوس لینوس ویکلوند | چارلی                                    | ۲۰۱۹       | [ ۲۰ ]          |
| «رقصیدن برای تو»                     | چارلی ایکس‌سی‌ایکس                                                     | شارلوت ایچیسن سینجین هاوکه | سوپر اولترا                              | ۲۰۱۲       | [ ۵۱ ]          |
| «برام برقص»                          | آلما به‌همراه مو                                                      | آلما-سوفیا میتینن شارلوت ایچیسن جونالی پارمنیوس اندریاس شولر کارن مری اورستد                                                                                    | میکس‌تیپ قوانین سنگین                     | ۲۰۱۸       | [ ۵۴ ]          |
| «ددستریم (نسخهٔ رستم)»                | جیمز ای-استک به‌همراه چارلی ایکس‌سی‌ایکس و رستم                         | جیمز استک شارلوت ایچیسن رستم باتمانقلیچ | این جیم-ییه                              | ۲۰۱۷       | [ ۵۵ ]          |
| «خوشمزه»                             | چارلی ایکس‌سی‌ایکس به‌همراه تامی کش                                     | شارلوت ایچیسن الکساندر گای کوک توماس تمممتز | پاپ ۲                                    | ۲۰۱۷       | [ ۳۲ ]          |
| «کودک سرنوشت»                        | چارلی ایکس‌سی‌ایکس                                                     | شارلوت ایچیسن آیان کیرک‌پاتریک آریل ریچ‌شید | —                                        | Unreleased | [ ۵۶ ]          |
| «منفجر»                              | چارلی ایکس‌سی‌ایکس                                                     | شارلوت ایچیسن الکساندر گای کوک | الان چه حسی دارم                         | ۲۰۲۰       | [ ۲۴ ]          |
| «الماس‌ها»                            | جورجو مورودر به‌همراه چارلی ایکس‌سی‌ایکس                                | شارلوت ایچیسن یواکیم اوهلوند | دژا وو                                   | ۲۰۱۵       | [ ۵۷ ]          |
| «امشب میمیرم»                        | چارلی ایکس‌سی‌ایکس                                                     | شارلوت ایچیسن پاتریک برگر جونالی پارمنیوس مارکوس کرونگارد پونتوس وینبرگ رستم باتمانقلیچ اندرو ویات                                                              | مکنده                                    | ۲۰۱۴       | [ ۴۱ ]          |
| «پول کثیف سکسی»                      | دیوید گتا و افروجک به‌همراه چارلی ایکس‌سی‌ایکس و فرنچ مونتانا           | دیوید گتا نیک وان د وال جونالی پارمنیوس الکساندر گای کوک شارلوت ایچیسن كريم خربوش                                                                               | ۷                                        | ۲۰۱۷       | [ ۵۸ ]          |
| «دی‌آی‌وی»                             | —                                                                    | شارلوت ایچیسن مایکل ولپ | —                                        | Unreleased | [ ۵۹ ]          |
| «انجامش میدیم»                       | چارلی ایکس‌سی‌ایکس به‌همراه ریتا اورا                                   | شارلوت ایچیسن آریل ریچ‌شید جارد راجرز جونالی پارمنیوس متیو بونز                                                                                                  | مکنده                                    | ۲۰۱۴       | [ ۴۱ ]          |
| «دراما (ریمیکس)»                     | بلیدی با میکاتوک به‌همراه چارلی ایکس‌سی‌ایکس                            | بنجامین رایشولد تیمور توکدمیر شارلوت ایچیسن | موفق باشی (نسخهٔ دلوکس)                   | ۲۰۲۱       | [ ۶۰ ]          |
| «رؤیای درخشان»                       | بی‌تی‌اس به‌همراه چارلی ایکس‌سی‌ایکس                                      | شارلوت ایچیسن ارین ووتریش میکل استورلیر اریکسنتور اریک هرمنسن بابی یونگ                                                                                         | دنیای بی‌تی‌اس: موسیقی متن اصلی            | ۲۰۱۹       | [ ۶۱ ]          |
| «رؤیاپرداز»                          | چارلی ایکس‌سی‌ایکس به‌همراه استارا و ری                                 | شارلوت ایچیسن الکساندر گای کوک بریتانی هازارد راشل کین | فرشته شماره ۱                            | ۲۰۱۷       | [ ۲۲ ]          |
| «آرزوهایی که پول میتونه برآورده کنه» | چارلی ایکس‌سی‌ایکس                                                     | شارلوت ایچیسن جی پل | دل‌شکستگی‌ها و زلزله‌ها                     | ۲۰۱۲       | [ ۶۲ ]          |
| «دختره رو ول کن»                     | تای دولا ساین به‌همراه چارلی ایکس‌سی‌ایکس و تیناشی                      | تایرن گریفین جونیور شارلوت ایچیسن تور اریک هرمنسن میکل استورلیر اریکسن مگنوس آگست هایبرگ                                                                        | Non-album single                         | ۲۰۱۵       | [ ۶۳ ]          |
| «داروها»                             | ایکس‌سی‌ایکس به‌همراه آبرا                                              | شارلوت ایچیسن الکساندر گای کوک گابریل مرویل | فرشته شماره ۱                            | ۲۰۱۷       | [ ۲۲ ]          |
| «طبل»                                | مو                                                                   | کارن مری اورستد شارلوت ایچیسن جونالی پارمنیوس مایکل تاکر | Non-album single                         | ۲۰۱۶       | [ ۶۴ ]          |
| «احساساتی»                           | چارلی ایکس‌سی‌ایکس                                                     | شارلوت ایچیسن پاتریک برگر | فرشته شماره ۱                            | ۲۰۱۷       | [ ۲۲ ]          |
| «پایان دنیا»                         | الکس متریک با چارلی ایکس‌سی‌ایکس                                       | الکس دروری شارلوت ایچیسن دنیل زک واتس | Non-album single                         | ۲۰۱۱       | [ ۶۵ ]          |
| «دشمن‌ها»                             | —                                                                    | شارلوت ایچیسن فرد بال فردریک کاستنشیولد آیخن آلما-سوفیا میتینن تو نیلسون                                                                                        | —                                        | Unreleased | [ ۶۶ ]          |
| «دشمن»                               | چارلی ایکس‌سی‌ایکس                                                     | شارلوت ایچیسن بی‌جی برتون الی تپلین جیمز استک | الان چه حسی دارم                         | ۲۰۲۰       | [ ۲۴ ]          |
| «هر قانونی»                          | چارلی ایکس‌سی‌ایکس                                                     | شارلوت ایچیسن الکساندر گای کوک | تصادف                                    | ۲۰۲۲       | [ ۳۰ ]          |
| «انفجار»                             | چارلی ایکس‌سی‌ایکس                                                     | شارلوت ایچیسن گرگ کرستین | فیلم پرندگان خشمگین: موسیقی‌متن اصلی فیلم | ۲۰۱۶       | [ ۶۷ ]          |
| «چشما گشادن»                         | —                                                                    | شارلوت ایچیسن جیم دوگوئید | —                                        | Unreleased | [ ۶۸ ]          |
| «مشهور»                              | چارلی ایکس‌سی‌ایکس                                                     | شارلوت ایچیسن گرگ کرستین | مکنده                                    | ۲۰۱۴       | [ ۴۱ ]          |
| «خواستنی»                            | ایگی آزیلیا به‌همراه چارلی ایکس‌سی‌ایکس                                 | آمیتیست کلی شارلوت ایچیسن جورج استاسیو جیسن پبورث جاناتان کریستوفر شیو کرتس مکنزی                                                                               | کلاسیک جدید                              | ۲۰۱۴۴۴     | [ ۶۹ ]          |
| «فوریهٔ ۲۰۱۷»                         | چارلی ایکس‌سی‌ایکس به‌همراه کلرو و یاجی                                 | شارلوت ایچیسن الکساندر گای کوک کاترین یاجی لی کلر کاتریل چارلز تیلر کارولین بئاتریکس مورین الکساندر تیلر                                                        | چارلی                                    | ۲۰۱۹       | [ ۲۰ ]          |
| «حالت فلش»                           | پابلو ویتار به‌همراه چارلی ایکس‌سی‌ایکس                                 | آلونا فرنسیس آرتور مارکز شارلوت ایچیسن مافالدا پابلو بیسپو رودریگو گورکی زبو                                                                                    | ۱۱۱                                      | ۲۰۱۹       | [ ۷۰ ]          |
| «معلق بمون»                          | دنی براون به‌همراه چارلی ایکس‌سی‌ایکس                                   | دنیل سول شارلوت ایچیسن آدام فینی متیو تاوارس چستر هانسن الکساندر سوینسکی                                                                                        | پیری                                     | ۲۰۱۳       | [ ۷۱ ]          |
| «تمرکز»                              | چارلی ایکس‌سی‌ایکس                                                     | شارلوت ایچیسن الکساندر گای کوک سوانته هالدین جیکوب هزل | Non-album single                         | ۲۰۱۸       | [ ۷۲ ]          |
| «برای همیشه»                         | چارلی ایکس‌سی‌ایکس                                                     | شارلوت ایچیسن الکساندر گای کوک بی‌جی برتون | الان چه حسی دارم                         | ۲۰۲۰       | [ ۲۴ ]          |
| «بخشش»                               | چارلی ایکس‌سی‌ایکس                                                     | شارلوت ایچیسن | سوپر اولترا                              | ۲۰۱۲       | [ ۵۱ ]          |
| «چهار در چهار»                       | —                                                                    | شارلوت ایچیسن جیمز تگدل جان کلیر | —                                        | Unreleased | [ ۷۳ ]          |
| «دوستان»                             | د جاپنیز هاوس                                                        | امبر بین شارلوت ایچیسن | در نهایت مثل هیشه                        | ۲۰۲۳       | [ ۷۴ ]          |
| «فریز مینی شورتز»                    | —                                                                    | شارلوت ایچیسن لینوس اکلو پاتریک برگر | —                                        | Unreleased | [ ۷۵ ]          |
| «سالاد میوه»                         | —                                                                    | شارلوت ایچیسن اوزوچی امنیکه | —                                        | Unreleased | [ ۷۶ ]          |
| «دوربین گنجیتسو»                     | کالن آنزای                                                           | کالن آنزای شارلوت ایچیسن دنی ال هرل کاناتا اوکاجیما رادیکال هاردکور کلیک                                                                                        | —                                        | ۲۰۲۱       | [ ۷۷ ]          |
| «دخترای مثل ما»                      | توایس                                                                | اوزوچی امنیکه دیمیتری تیکوی مایا ون دال شارلوت ایچیسن پارک جی‌هیو                                                                                                | فنسی یو                                  | ۲۰۱۹       | [ ۷۸ ]          |
| «شبگردی دختران»                      | چارلی ایکس‌سی‌ایکس                                                     | شارلوت ایچیسن سوفی زیان | Non-album single                         | ۲۰۱۸       | [ ۷۹ ]          |
| «درخشش»                              | چارلی ایکس‌سی‌ایکس                                                     | شارلوت ایچیسن ویلیام وایزنفلد | سوپر اولترا                              | ۲۰۱۲       | [ ۵۱ ]          |
| «سکه‌های طلایی»                       | چارلی ایکس‌سی‌ایکس                                                     | شارلوت ایچیسن پاتریک برگر استفان گراسلوند | مکنده                                    | ۲۰۱۴       | [ ۴۱ ]          |
| «رفته»                               | چارلی ایکس‌سی‌ایکس با کریستین اند د کوئینز                             | شارلوت ایچیسن الکساندر گای کوک جونالی پارمنیوس هلویز تیسیه لینوس ویکلوند نیکلاس پتیتوری                                                                         | چارلی                                    | ۲۰۱۹       | [ ۲۰ ]          |
| «دختران خوب»                         | —                                                                    | شارلوت ایچیسن سوفی زیان جونالی پارمنیوس تور اریک هرمنسن میکل استورلیر اریکسن جان رابرت گربیچ                                                                    | —                                        | Unreleased | [ ۸۰ ]          |
| «آدم خوبا»                           | چارلی ایکس‌سی‌ایکس                                                     | شارلوت ایچیسن جونالی پارمنیوس کارولین آیلین متیس لارسن رابین فردریکسن اسکار هولتر                                                                               | تصادف                                    | ۲۰۲۱       | [ ۳۰ ] [ ۸۱ ]   |
| «حسی ندارم»                          | —                                                                    | شارلوت ایچیسن کوک هارل شان هال | —                                        | Unreleased | [ ۸۲ ]          |
| «جاذبه»                              | بلاندی                                                               | شارلوت ایچیسن دیمیتری تیکوی | گرده‌افشان                                | ۲۰۱۷       | [ ۸۳ ]          |
| «نیشخندها»                           | چارلی ایکس‌سی‌ایکس                                                     | شارلوت ایچیسن مایکل تاکر | عشق راستین                               | ۲۰۱۲       | [ ۶۲ ] [ ۳۹ ]   |
| «دست تو آتیش»                        | موسیو وزو به‌همراه چارلی ایکس‌سی‌ایکس                                   | کانتن دوپیو شارلوت ایچیسن اندرو ویات اماندا لوسیل وارنر جونالی پارمنیوس رستم باتمانقلیچ                                                                         | همش خیسه                                 | ۲۰۱۵       | [ ۸۴ ]          |
| «ول گشتن»                            | چارلی ایکس‌سی‌ایکس                                                     | شارلوت ایچیسن جرمایا رایزن جاستین رایزن ریورز کوئومو | مکنده                                    | ۲۰۱۴       | [ ۴۱ ]          |
| «سخته عاشق بشم»                      | چارلی ایکس‌سی‌ایکس                                                     | شارلوت ایچیسن بنجامین لوین مگنوس آگست هایبرگ مایکل انجلاکس ارین ووتریش                                                                                          | —                                        | Unreleased | [ ۸۵ ] [ ۸۶ ]   |
| «تسخیر»                              | —                                                                    | شارلوت ایچیسن مایکل ولپ | —                                        | Unreleased | [ ۸۷ ]          |
| «دلمو معالجه کن»                     | —                                                                    | شارلوت ایچیسن جاستین پارکر | —                                        | Unreleased | [ ۸۸ ]          |
| «موج‌گرما»                            | چارلی ایکس‌سی‌ایکس                                                     | شارلوت ایچیسن | سوپر اولترا                              | ۲۰۱۲       | [ ۵۱ ]          |
| «شدید»                               | دی اسلاتر                                                            | الکساندر گای کوک شارلوت ایچیسن | سافت راک                                 | ۲۰۲۳       | [ ۸۹ ]          |
| «آره عزیزم»                          | گوئن استفانی                                                         | شارلوت ایچیسن مایکل انجلاکس مگنوس آگست هایبرگ بنجامین لوین گوئن استفانی ارین ووتریش                                                                             | —                                        | Unreleased | [ ۹۰ ] [ ۸۵ ]   |
| «بدنش»                               | نستی چری                                                             | شارلوت ایچیسنگابریت کلویی چیدز دبورا ناکس-هیوسن جورجیا سومری ایو روثمن                                                                                          | فیلم                                     | ۲۰۲۱       | [ ۹۱ ]          |
| «اینجام تا بمونم»                    | —                                                                    | شارلوت ایچیسن مارتین استیلینگ السا کارمونا اولیلاند | —                                        | Unreleased | [ ۹۲ ]          |
| «زودرنج»                             | —                                                                    | شارلوت ایچیسن اوزوچی امنیکه | —                                        | Unreleased | [ ۹۳ ]          |
| «دختر جذاب»                          | چارلی ایکس‌سی‌ایکس                                                     | شارلوت ایچیسن جورج دنیل | بدن‌ها بدن‌ها بدن‌ها                        | ۲۰۲۲       | [ ۹۴ ]          |
| «توش جذابم»                          | تیستو با چارلی ایکس‌سی‌ایکس                                            | تیس فروست شارلوت ایچیسن کیدو فرانک نوبل هایت لینوس نوردستروم | درایو                                    | ۲۰۲۲       | [ ۹۵ ]          |
| «چطور می‌تونم»                        | چارلی ایکس‌سی‌ایکس                                                     | شارلوت ایچیسن جاستین رایزن آریل ریچ‌شید | عشق راستین                               | ۲۰۱۲       | [ ۶۲ ] [ ۳۹ ]   |
| «چطور میشه ندونم الان چی نیاز دارم»  | چارلی ایکس‌سی‌ایکس                                                     | شارلوت ایچیسن جورج دنیل | تصادف                                    | ۲۰۲۲       | [ ۳۰ ]          |
| «دردناک مثل عذاب جهنم»               | مدیسون بییر به‌همراه آفست                                             | مدیسون بییر کیاری سیفس شارلوت ایچیسن جیسن پبورث جورج استاسیو جان شیو مایک سابف                                                                                  | Non-album single                         | ۲۰۱۸       | [ ۹۶ ]          |
| «اهمیت نمیدم»                        | —                                                                    | شارلوت ایچیسن پاتریک برگر لینوس اکلو دومینیک والنسیک | —                                        | Unreleased | [ ۹۷ ]          |
| «نمیخوام بدونم»                      | چارلی ایکس‌سی‌ایکس                                                     | شارلوت ایچیسن الکساندر گای کوک | چارلی                                    | ۲۰۱۹       | [ ۲۰ ]          |
| «بالاخره فهمیدم»                     | چارلی ایکس‌سی‌ایکس                                                     | شارلوت ایچیسن بنجامین کیتینگ | الان چه حسی دارم                         | ۲۰۲۰       | [ ۲۴ ]          |
| «گرفتمش»                             | چارلی ایکس‌سی‌ایکس به‌همراه بروک کندی، کاپ‌کیک و پابلو ویتار             | شارلوت ایچیسن الکساندر گای کوک الیزابت هریس جسی سنت جان پابلو ویتار                                                                                             | پاپ ۲                                    | ۲۰۱۷       | [ ۳۲ ]          |
| «عاشقشم»                             | ایکونا پاپ به‌همراه چارلی ایکس‌سی‌ایکس                                  | شارلوت ایچیسن پاتریک برگر لینوس اکلو | آیکونا پاپ                               | ۲۰۱۲       | [ ۹۸ ]          |
| «میخوام با تو باشم»                  | —                                                                    | شارلوت ایچیسن سوفی زیان جونالی پارمنیوس | —                                        | Unreleased | [ ۹۹ ]          |
| «آرزو می‌کنم»                         | —                                                                    | شارلوت ایچیسن اسکات هریس جونالی پارمنیوس جیسن اویگان هارلی استرتن                                                                                               | —                                        | Unreleased | [ ۱۰۰ ]         |
| «بهت یه درس یاد میدم»                | چارلی ایکس‌سی‌ایکس                                                     | شارلوت ایچیسن | ۱۴                                       | ۲۰۰۸       | [ ۱۷ ]          |
| «من یه خوابم»                        | بی‌سی یونیدوز به‌همراه چارلی ایکس‌سی‌ایکس                                | شارلوت ایچیسن مارکوس کرونگارد پاتریک برگر | دوچرخه                                   | ۲۰۱۷       | [ ۱۰۱ ]         |
| «متاسف نیستم»                        | —                                                                    | شارلوت ایچیسن گری بیکر لودویگ گورانسون | —                                        | Unreleased | [ ۱۰۲ ]         |
| «من، تو، ما»                         | ری                                                                   | راشل کین شارلوت ایچیسن جونالی پارمنیوس فرد گیبسون | دوم                                      | ۲۰۱۶       | [ ۱۰۳ ]         |
| «اگه تموم شده»                       | مو به‌همراه چارلی ایکس‌سی‌ایکس                                          | کارن مری اورستد تور اریک هرمنسن میکل استورلیر اریکسن شارلوت ایچیسن راس ریچارد اوری کاپلان جوسلین دونالد                                                         | ناکجاآباد همیشگی                         | ۲۰۱۸       | [ ۱۰۴ ]         |
| «توهمات»                             | —                                                                    | شارلوت ایچیسن جوزف زوکو | —                                        | Unreleased | [ ۱۰۵ ]         |
| «منم‌دوستت‌دارم»                       | چارلی ایکس‌سی‌ایکس                                                     | شارلوت ایچیسن دنی ال هرل | فرشته شماره ۱                            | ۲۰۱۷       | [ ۲۲ ]          |
| «توی شهر»                            | چارلی ایکس‌سی‌ایکس و سم اسمیت                                          | الکساندر کوک شارلوت ایچیسن جورج دنیل ایلیا سلمان‌زاده سم اسمیت عمر فدی                                                                                           | Non-album single                         | ۲۰۲۳       | [ ۱۰۶ ]         |
| «حسود»                               | آلونا جورج                                                           | آلونا فرنسیس جورج رید جان هیل اجی باهاتچاریا شارلوت ایچیسن جونالی پارمنیوس                                                                                      | یادمه                                    | ۲۰۱۶       | [ ۱۰۷ ]         |
| «ژان دارک»                           | ریکی رید                                                             | اریک فردریک جو اسپارگر شارلوت ایچیسن جیمز فانتلروی مارک فاستر وین هکتور                                                                                         | Non-album single                         | ۲۰۱۷       | [ ۱۰۸ ]         |
| «جنگل»                               | —                                                                    | شارلوت ایچیسن اوزوچی امنیکه | —                                        | Unreleased | [ ۱۰۹ ]         |
| «فقط دسرها»                          | مارینا اند د دایمندز و چارلی ایکس‌سی‌ایکس                              | مارینا دیاماندیس شارلوت ایچیسن دنیل در توماس برودریک | Non-album single                         | ۲۰۱۳       | [ ۱۱۰ ] [ ۱۱۱ ] |
| «پادشاهی»                            | چارلی ایکس‌سی‌ایکس با سایمون لبون                                      | شارلوت ایچیسن هالی هاردی رستم باتمانقلیچ سایمون لبون | بازی‌های گرسنگی: زاغ مقلد، بخش ۱          | ۲۰۱۴       | [ ۱۱۲ ]         |
| «نردبان»                             | —                                                                    | شارلوت ایچیسن اوزوچی امنیکه | —                                        | Unreleased | [ ۱۱۳ ]         |
| «ترکم کن»                            | چارلی ایکس‌سی‌ایکس                                                     | شارلوت ایچیسن | ۱۴                                       | ۲۰۰۸       | [ ۱۷ ]          |
| «روشش کن»                            | —                                                                    | شارلوت ایچیسن پاتریک برگر استفان گراسلوند | —                                        | Unreleased | [ ۱۱۴ ]         |
| «آذرخش»                              | چارلی ایکس‌سی‌ایکس                                                     | شارلوت ایچیسن رامی یعقوب ایلیا سلمان‌زاده مدیسون لاو | تصادف                                    | ۲۰۲۲       | [ ۳۰ ]          |
| «مثل این»                            | —                                                                    | شارلوت ایچیسن جونالی پارمنیوس جارد راجرز | —                                        | Unreleased | [ ۱۱۵ ]         |
| «برق‌لب»                              | چارلی ایکس‌سی‌ایکس به‌همراه کاپ‌کیک                                      | شارلوت ایچیسن الکساندر گای کوک الیزابت هریس | فرشته شماره ۱                            | ۲۰۱۷       | [ ۲۲ ]          |
| «تا ابد زندگی کردن»                  | نستی چری                                                             | شارلوت ایچیسنگابریت کلویی چیدز دبورا ناکس-هیوسن جورجیا سومری جاستین رایزن                                                                                       | فصل اول                                  | ۲۰۱۹       | [ ۱۱۶ ]         |
| «زندگی کن»                           | چارلی ایکس‌سی‌ایکس                                                     | شارلوت ایچیسن | ۱۴                                       | ۲۰۰۸       | [ ۱۷ ]          |
| «قفلت میکنم»                         | چارلی ایکس‌سی‌ایکس                                                     | شارلوت ایچیسن آریل ریچ‌شید | دل‌شکستگی‌ها و زلزله‌ها عشق راستین          | ۲۰۱۲       | [ ۶۲ ] [ ۳۹ ]   |
| «ملکهٔ لندن»                          | چارلی ایکس‌سی‌ایکس                                                     | شارلوت ایچیسن جاستین رایزن جرمایا رایزن آریل روزنبرگ رمی نیکول                                                                                                  | مکنده                                    | ۲۰۱۴       | [ ۴۱ ]          |
| «گنگ عشق»                            | ویتن به‌همراه چارلی ایکس‌سی‌ایکس                                        | ویتن توماس اریکسن شارلوت ایچیسن استر دین | Non-album single                         | ۲۰۱۷       | [ ۱۱۷ ]         |
| «خوش‌شانس»                            | چارلی ایکس‌سی‌ایکس                                                     | شارلوت ایچیسن الکساندر گای کوک نیکلاس «او» پتیتوری | پاپ ۲                                    | ۲۰۱۷       | [ ۳۲ ]          |
| «لوسی»                               | چارلی ایکس‌سی‌ایکس                                                     | شارلوت ایچیسن | ۱۴                                       | ۲۰۰۸       | [ ۱۷ ]          |
| «ماشین‌ها»                            | چارلی ایکس‌سی‌ایکس                                                     | شارلوت ایچیسن | ۱۴                                       | ۲۰۰۸       | [ ۱۷ ]          |
| «موریس»                              | چارلی ایکس‌سی‌ایکس                                                     | شارلوت ایچیسن | ۱۴                                       | ۲۰۰۸       | [ ۱۷ ]          |
| «خرابکاری»                           | —                                                                    | شارلوت ایچیسن پاتریک برگر آنا دیاز | —                                        | Unreleased | [ ۱۱۸ ]         |
| «نیمه‌شب»                             | —                                                                    | شارلوت ایچیسن جاستین پارکر | —                                        | Unreleased | [ ۱۱۹ ]         |
| «دلتنگتم»                            | چارلی ایکس‌سی‌ایکس                                                     | شارلوت ایچیسن جونالی پارمنیوس لینوس ویکلوند مدیسون لاو | ۱۳ دلیل برای اینکه: فصل ۳                | ۲۰۱۹       | [ ۱۲۰ ]         |
| «لحضه‌های عشق»                        | چارلی ایکس‌سی‌ایکس                                                     | شارلوت ایچیسن آرت او نویز | سوپر اولترا                              | ۲۰۱۲       | [ ۵۱ ]          |
| «لحضه‌هایی که متوجه‌م شدی»             | جیم ای-استک                                                          | جیمز استک شارلوت ایچیسن رستم باتمانقلیچ | این جیم-ییه                              | ۲۰۱۸       | [ ۵۵ ] [ ۱۲۱ ]  |
| «مهتاب»                              | لیل زان با چارلی ایکس‌سی‌ایکس                                          | دیگو لیانوس متیو دی رابرت مندل شارلوت ایچیسن | هرج و مرج محض                            | ۲۰۱۸       | [ ۱۲۲ ]         |
| «متأثرم میکنی»                       | چارلی ایکس‌سی‌ایکس                                                     | شارلوت ایچیسن ایمی آلن جیسن اویگان آیان کیرک‌پاتریک | تصادف                                    | ۲۰۲۲       | [ ۳۰ ]          |
| «دلم»                                | —                                                                    | شارلوت ایچیسن فرد بال جونالی پارمنیوس | —                                        | Unreleased | [ ۱۲۳ ]         |
| «سکس من»                             | بروک کندی به‌همراه میکی بلانکو، پوسی رایت و ام‌ان‌دی‌آر                  | بروک کندی مایکل کوآتلبوم شارلوت ایچیسن اماندا لوسیل وارنر پیتر وید کوش نادیا تولوکونیکوا                                                                        | Non-album single                         | ۲۰۱۸       | [ ۱۲۴ ]         |
| «عریان»                              | —                                                                    | شارلوت ایچیسن الکساندر گای کوک فین کین جونالی پارمنیوس | —                                        | Unreleased | [ ۱۲۵ ]         |
| «نستی فرنچ»                          | —                                                                    | شارلوت ایچیسن اوزوچی امنیکه | —                                        | Unreleased | [ ۱۲۶ ]         |
| «به عشقت نیاز دارم»                  | چارلی ایکس‌سی‌ایکس                                                     | شارلوت ایچیسن رستم باتمانقلیچ جونالی پارمنیوس اندرو ویات | مکنده                                    | ۲۰۱۴       | [ ۴۱ ]          |
| «نئون فشن و گلاوستیکس»               | چارلی ایکس‌سی‌ایکس                                                     | شارلوت ایچیسن | ۱۴                                       | ۲۰۰۸       | [ ۱۷ ]          |
| «اشکال جدید»                         | چارلی ایکس‌سی‌ایکس به‌همراه کریستین اند د کوئینز و کارولین پولاچک       | شارلوت ایچیسن هلویز تیسیه کارولین پولاچک دیتون کریس آنتونی جونالی پارمنیوس لینوس ویکلوند                                                                        | تصادف                                    | ۲۰۲۱       | [ ۳۰ ] [ ۱۲۷ ]  |
| «چارلی سطح بعدی»                     | چارلی ایکس‌سی‌ایکس                                                     | شارلوت ایچیسن الکساندر گای کوک | چارلی                                    | ۲۰۱۹       | [ ۲۰ ]          |
| «فرشته نیستم»                        | چارلی ایکس‌سی‌ایکس                                                     | شارلوت ایچیسن جیسن پبورث جورج استاسیو جاناتان شیو الکساندر اوریت دیوید فلان                                                                                     | Non-album single                         | ۲۰۱۸       | [ ۱۲۸ ]         |
| «هیچ کس»                             | ایزی‌فان                                                              | الکساندر گای کوک شارلوت ایچیسن فین کین نونی بائو پاتریک برگر | الکتریک                                  | ۲۰۲۳       | [ ۱۲۹ ]         |
| «بی رومئو»                           | —                                                                    | شارلوت ایچیسن استیو مک عمار ملک | —                                        | Unreleased | [ ۱۳۰ ]         |
| «کسی ندونه»                          | —                                                                    | شارلوت ایچیسن پاتریک برگر فین کین جونالی پارمنیوس | —                                        | Unreleased | [ ۱۳۱ ]         |
| «عاشق نیستم»                         | —                                                                    | شارلوت ایچیسن جونالی پارمنیوس جارد راجرز | —                                        | Unreleased | [ ۱۳۲ ]         |
| «چیز جدی‌ای نیست»                     | —                                                                    | شارلوت ایچیسن اوزوچی امنیکه | —                                        | Unreleased | [ ۱۳۳ ]         |
| «فصل‌های اتمی»                        | چارلی ایکس‌سی‌ایکس                                                     | شارلوت ایچیسن آریل ریچ‌شید جاستین رایزن | تو همونی عشق راستین                      | ۲۰۱۲       | [ ۳۹ ]          |
| «اکتاهیت»                            | رین ویور                                                             | ارین ووتریش بنجامین لوین شارلوت ایچیسن مگنوس آگست هایبرگ مایکل انجلاکس                                                                                          | احمق                                     | ۲۰۱۴       | [ ۱۳۴ ]         |
| «رسمی»                               | چارلی ایکس‌سی‌ایکس                                                     | شارلوت ایچیسن الکساندر گای کوک جونالی پارمنیوس پاتریک برگر فین کین                                                                                              | چارلی                                    | ۲۰۱۹       | [ ۲۰ ]          |
| «باشه»                               | مادئون                                                               | هوگو پیر لکرک شارلوت ایچیسن اد دروت | ماجراجویی                                | ۲۰۱۵       | [ ۱۳۵ ]         |
| «اوه‌خدای‌من»                          | کامیلا کبیو به‌همراه کویوو                                            | کامیلا کبیو شارلوت ایچیسن کویوس مارشال جونالی پارمنیوس الکساندرا یاتچنکو تور اریک هرمنسن میکل استورلیر اریکسن                                                   | Non-album single                         | ۲۰۱۷       | [ ۱۳۶ ]         |
| «از ذهنم برو بیرون»                  | چارلی ایکس‌سی‌ایکس به‌همراه آلما و تو لو                                | شارلوت ایچیسن الکساندر گای کوک سوفی زیان تو نیلسون آلما-سوفیا میتینن                                                                                            | پاپ ۲                                    | ۲۰۱۷       | [ ۳۲ ]          |
| «بیرون بیرون»                        | جوئل کوری و جکس جونز به‌همراه چارلی ایکس‌سی‌ایکس و سوئیتی               | جوئل کوری تیموچین لم شارلوت ایچیسن دیامانته هارپر جنی بنت امبر وان دی کمیل پورسل لوئیس تامپسون هالی لاپزلی نیو اپلباوم نونو رکسان امری پائول ون هیور            | Non-album single                         | ۲۰۲۱       | [ ۱۳۷ ]         |
| «بهشت»                               | چارلی ایکس‌سی‌ایکس به‌همراه هانا دایموند                                | شارلوت ایچیسن سوفی زیان جونالی پارمنیوس مارتین استیلینگ الکساندر گای کوک                                                                                        | ووم ووم                                  | ۲۰۱۶       | [ ۱۳۸ ]         |
| «مهمونی برای تو»                     | چارلی ایکس‌سی‌ایکس                                                     | شارلوت ایچیسن الکساندر گای کوک | الان چه حسی دارم                         | ۲۰۲۰       | [ ۲۴ ]          |
| «فازها»                              | آلما با فرنچ مونتانا                                                 | آلما-سوفیا میتینن جونالی پارمنیوس الکساندرا یاتچنکو شارلوت ایچیسن چارلی هندسام رکس کودو استایلز فوگو كريم خربوش                                                 | Non-album single                         | ۲۰۱۷       | [ ۱۳۹ ]         |
| «الماس صورتی»                        | چارلی ایکس‌سی‌ایکس                                                     | شارلوت ایچیسن دیژون دوئناس الکساندر گای کوک | الان چه حسی دارم                         | ۲۰۲۰       | [ ۲۴ ]          |
| «پورشه»                              | چارلی ایکس‌سی‌ایکس به‌همراه مو                                          | شارلوت ایچیسن الکساندر گای کوک هنری آلن کاسیا اورایلی کارن مری اورستد                                                                                           | پاپ ۲                                    | ۲۰۱۷       | [ ۳۲ ]          |
| «بارندگی در میامی»                   | —                                                                    | شارلوت ایچیسن جونالی پارمنیوس خالید رابینسون لینوس ویکلوند | —                                        | Unreleased | [ ۱۴۰ ]         |
| «بادکنک قرمز»                        | چارلی ایکس‌سی‌ایکس                                                     | شارلوت ایچیسن تور اریک هرمنسن میکل استورلیر اریکسن مگنوس آگست هایبرگ                                                                                            | خانه (موسیقی متن) مکنده                  | ۲۰۱۴       | [ ۱۴۱ ] [ ۴۱ ]  |
| «بازتاب»                             | —                                                                    | شارلوت ایچیسن استیو مک | —                                        | Unreleased | [ ۱۴۲ ]         |
| «تکرار»                              | کارن                                                                 | کارن فیرلج آلما-سوفیا میتینن شارلوت ایچیسن جرالد هافمن یواخیم پیل جوناس لنگ جونالی پارمنیوس فیلیپ مکسپر مارتین پیتر ویلمیت                                      | تکرار                                    | ۲۰۲۰       | [ ۱۴۳ ]         |
| «قلب‌های بدلی»                        | —                                                                    | شارلوت ایچیسن لیندا پری | —                                        | Unreleased | [ ۱۴۴ ]         |
| «آهنگ زنگ (ریمیکس)»                  | ۱۰۰ گکز به‌همراه چارلی ایکس‌سی‌ایکس، ریکو نستی و کرو کرو بونیتو         | دیلن بردی لورا لس شارلوت ایچیسن ماریا کلی گاس لابن سارا پری | ۱۰۰۰ گکز و درخت سرنخ‌ها                   | ۲۰۲۰       | [ ۱۴۵ ]         |
| «چرخ با من»                          | چارلی ایکس‌سی‌ایکس                                                     | شارلوت ایچیسن کلاس اوهلوند سوفی زیان | فرشته شماره ۱                            | ۲۰۱۷       | [ ۲۲ ]          |
| «همون عشق قدیمی»                     | سلنا گومز                                                            | تور اریک هرمنسن میکل استورلیر اریکسن بنجامین لوین شارلوت ایچیسن راس گولان                                                                                       | احیا                                     | ۲۰۱۵       | [ ۱۴۶ ]         |
| «نجاتم بده»                          | —                                                                    | شارلوت ایچیسن دیمیتری تیکوی | —                                        | Unreleased | [ ۱۴۷ ]         |
| «جای زخم»                            | کامیلا کبیو                                                          | شارلوت ایچیسن کامیلا کبیو کرتیس مکنزی جان میلز آیلار میرزازاده داکری ناتچه                                                                                      | —                                        | Unreleased | [ ۱۴۸ ] [ ۱۴۹ ] |
| «راز (شش)»                           | چارلی ایکس‌سی‌ایکس                                                     | شارلوت ایچیسن جودی هارش جسی سنت جان جسیکا اشلی | ووم ووم                                  | ۲۰۱۶       | [ ۱۳۸ ]         |
| «دختر خودخواه»                       | چارلی ایکس‌سی‌ایکس                                                     | شارلوت ایچیسن جونالی پارمنیوس لینوس ویکلوند دیتون کریس آنتونی                                                                                                   | تصادف                                    | ۲۰۲۲       | [ ۳۰ ]          |
| «سینوریتا»                           | شان مندز با کامیلا کبیو                                              | شان مندز کامیلا کبیو اندرو وتمن بنجامین لوین الکساندر تمپوسی شارلوت ایچیسن جک پاترسون مگنوس آگست هایبرگ                                                         | شان مندز رمانس                           | ۲۰۱۹       | [ ۱۵۰ ] [ ۱۵۱ ] |
| «ولم کن (دردمو حس میکنی)»            | چارلی ایکس‌سی‌ایکس                                                     | شارلوت ایچیسن آریل ریچ‌شید دیمیتری تیکوی | عشق راستین                               | ۲۰۱۲       | [ ۳۹ ]          |
| «بلرزونش»                            | چارلی ایکس‌سی‌ایکس به‌همراه بیگ فریدیا، کاپ‌کیک، بروک کندی و پابلو ویتار | شارلوت ایچیسن الکساندر گای کوک نیکلاس پتیتوری الیزابت هریس فردی راس جونیور پابلو ویتار رودریگو گورکی بیسپو آرتور مارکز زبو مافالدا                              | چارلی                                    | ۲۰۱۹       | [ ۲۰ ]          |
| «خفه‌شو»                              | —                                                                    | شارلوت ایچیسن جونالی پارمنیوس جارد راجرز | —                                        | Unreleased | [ ۱۵۲ ]         |
| «صلیب نقره‌ای»                        | چارلی ایکس‌سی‌ایکس                                                     | شارلوت ایچیسن الکساندر گای کوک | چارلی                                    | ۲۰۱۹       | [ ۲۰ ]          |
| «شیش شیش شیش»                        | نستی چری                                                             | شارلوت ایچیسنگابریت کلویی چیدز دبورا ناکس-هیوسن جورجیا سومری ایو روثمن                                                                                          | فیلم                                     | ۲۰۲۱       | [ ۹۱ ]          |
| «لبخند»                              | بنگا                                                                 | ادگبنگا ادجومو شارلوت ایچیسن روآن جونز | چپتر دو                                  | ۲۰۱۳       | [ ۱۵۳ ]         |
| «خیلی سرزنده»                        | نئون جنگل                                                            | آنا دیاز شارلوت ایچیسن جارد راجرز | به جنگل خوش آمدید                        | ۲۰۱۴       | [ ۱۵۴ ]         |
| «خیلی دور»                           | چارلی ایکس‌سی‌ایکس                                                     | شارلوت ایچیسن تاد راندگرن پل وایت | دل‌شکستگی‌ها و زلزله‌ها عشق راستین          | ۲۰۱۲       | [ ۶۲ ] [ ۳۹ ]   |
| «خیلی سخت»                           | —                                                                    | شارلوت ایچیسن اوزوچی امنیکه | —                                        | Unreleased | [ ۱۵۵ ]         |
| «بی‌خیالت شدم»                        | چارلی ایکس‌سی‌ایکس                                                     | شارلوت ایچیسن بنجامین لوین شهید خان | مکنده                                    | ۲۰۱۴       | [ ۴۱ ]          |
| «یه فرد جدید»                        | آسترید اس                                                            | آسترید اسمپلاس جونالی پارمنیوس شارلوت ایچیسن جیکوب هزل سوانته هالدین                                                                                            | مشکلات اعتمادی                           | ۲۰۱۹       | [ ۱۵۶ ]         |
| «ببخش اگه ناراحتت کردم»              | چارلی ایکس‌سی‌ایکس                                                     | شارلوت ایچیسن اندرو ویات جونالی پارمنیوس لینوس ویکلوند دیتون کریس آنتونی                                                                                        | تصادف                                    | ۲۰۲۲       | [ ۳۰ ]          |
| «درایو سرعت»                         | چارلی ایکس‌سی‌ایکس                                                     | شارلوت ایچیسن فین کین کلاس اوهلوند یواکیم اوهلوند دیوید جیمز پارکر پاتریک آرو ایوارت براون فابیان تورسن تروی رامی پل روتا سیلویا رابینسون مایک چپمن نیکی چین    | باربی: آلبوم                             | ۲۰۲۳       | [ ۱۵۷ ]         |
| «تند»                                | ارو پیجز و دیپلو به‌همراه چارلی ایکس‌سی‌ایکس                            | اسپایس گرلز ریچارد استانارد مت روو شارلوت ایچیسن امانوئل والر جوئل جاکلت                                                                                        | Non-album single                         | ۲۰۱۹       | [ ۱۵۸ ]         |
| «چرخش»                               | نو روم با چارلی ایکس‌سی‌ایکس و د ۱۹۷۵                                  | گوئندولین روم گومز شارلوت ایچیسن متیو هیلی جورج دنیل اندرو ویات                                                                                                 | Non-album single                         | ۲۰۲۱       | [ ۱۵۹ ]         |
| «قاشق‌ها»                             | چارلی ایکس‌سی‌ایکس                                                     | شارلوت ایچیسن پیرز ایگت | دل‌شکستگی‌ها و زلزله‌ها                     | ۲۰۱۲       | [ ۶۲ ]          |
| «جلو نیا»                            | چارلی ایکس‌سی‌ایکس                                                     | شارلوت ایچیسن آریل ریچ‌شید | عشق راستین                               | ۲۰۱۱       | [ ۳۹ ]          |
| «مکنده»                              | چارلی ایکس‌سی‌ایکس                                                     | شارلوت ایچیسن جاستین رایزن جرمایا رایزن | مکنده                                    | ۲۰۱۴       | [ ۴۱ ]          |
| «سوپرلاو»                            | چارلی ایکس‌سی‌ایکس                                                     | شارلوت ایچیسن پاتریک برگر | Non-album single                         | ۲۰۱۳       | [ ۱۶۰ ]         |
| «ابرنواختر»                          | چارلی ایکس‌سی‌ایکس                                                     | شارلوت ایچیسن مت اسکوایر | —                                        | Unreleased | [ ۱۶۱ ]         |
| «سوپرمدل‌ها و گیراهای تعطیلات»        | چارلی ایکس‌سی‌ایکس                                                     | شارلوت ایچیسن | ۱۴                                       | ۲۰۰۸       | [ ۱۷ ]          |
| «عرق»                                | چارلی ایکس‌سی‌ایکس                                                     | شارلوت ایچیسن گریگوری «آلدی» هین تو لو آیان کیرک‌پاتریک رامی یعقوب                                                                                               | —                                        | Unreleased | [ ۱۶۲ ]         |
| «دستمو بگیر»                         | چارلی ایکس‌سی‌ایکس                                                     | شارلوت ایچیسن آریل ریچ‌شید جاستین رایزن | عشق راستین                               | ۲۰۱۲       | [ ۳۹ ]          |
| «تاکسی»                              | چارلی ایکس‌سی‌ایکس                                                     | شارلوت ایچیسن کلاس اوهلوند جونالی پارمنیوس سوفی زیان | —                                        | Unreleased | [ ۱۶۳ ]         |
| «اشک‌ها»                              | چارلی ایکس‌سی‌ایکس به‌همراه کارولین پولاچک                              | شارلوت ایچیسن الکساندر گای کوک کارولین پولاچک | پاپ ۲                                    | ۲۰۱۷       | [ ۳۲ ]          |
| «اشک‌ها و اوقات‌تلخی‌ها»                | اکس‌وای‌ال‌او                                                           | پیج دادی راشل کین شارلوت ایچیسن فرد گیبسون فردریک کاستنشیولد آیخن لی نیوئل                                                                                      | Non-album single                         | ۲۰۱۸       | [ ۱۶۴ ]         |
| «تلفون»                              | چارلی ایکس‌سی‌ایکس                                                     | شارلوت ایچیسن استفان گراسلوند پاتریک برگر | —                                        | Unreleased | [ ۱۶۵ ]         |
| «پارک موضوعی»                        | —                                                                    | شارلوت ایچیسن جونالی پارمنیوس جارد راجرز | —                                        | Unreleased | [ ۱۶۶ ]         |
| «آهنگ تیتراژ»                        | —                                                                    | شارلوت ایچیسن اوزوچی امنیکه | —                                        | Unreleased | [ ۱۶۷ ]         |
| «افکار»                              | چارلی ایکس‌سی‌ایکس                                                     | شارلوت ایچیسن الکساندر گای کوک | چارلی                                    | ۲۰۱۹       | [ ۲۰ ]          |
| «امشب»                               | بلاندی به‌همراه لوری اندرسون                                          | شارلوت ایچیسن اندرو آرمسترانگ | گرده‌افشان                                | ۲۰۱۷       | [ ۸۳ ]          |
| «ترانهٔ ۱۰»                           | چارلی ایکس‌سی‌ایکس                                                     | شارلوت ایچیسن الکساندر گای کوک تور اریک هرمنسن میکل استورلیر اریکسن جونالی پارمنیوس الکساندرا یاتچنکو                                                           | پاپ ۲                                    | ۲۰۱۷       | [ ۳۲ ]          |
| «جایزه»                              | چارلی ایکس‌سی‌ایکس                                                     | شارلوت ایچیسن سوفی زیان جونالی پارمنیوس اماندا لوسیل وارنر پاتریک برگر                                                                                          | ووم ووم                                  | ۲۰۱۶       | [ ۱۳۸ ]         |
| «دوبار»                              | چارلی ایکس‌سی‌ایکس                                                     | شارلوت ایچیسن جونالی پارمنیوس لینوس ویکلوند | تصادف                                    | ۲۰۲۲       | [ ۳۰ ]          |
| «بازش کن»                            | چارلی ایکس‌سی‌ایکس به‌همراه کیم پتراس و جی پارک                         | شارلوت ایچیسن الکساندر گای کوک کیم پتراس جی پارک | پاپ ۲                                    | ۲۰۱۷       | [ ۳۲ ]          |
| «قبلا منو میشناختی»                  | چارلی ایکس‌سی‌ایکس                                                     | شارلوت ایچیسن جونالی پارمنیوس لینوس ویکلوند دیلن بردی فرد مک‌فارلین آلن جورج                                                                                     | تصادف                                    | ۲۰۲۲       | [ ۳۰ ]          |
| «رؤیاهای مخملی (عشق)»                | چارلی ایکس‌سی‌ایکس                                                     | شارلوت ایچیسن چارلی ئین | سوپر اولترا                              | ۲۰۱۲       | [ ۵۱ ]          |
| «ویولن‌ها»                            | —                                                                    | شارلوت ایچیسن اوزوچی امنیکه | —                                        | Unreleased | [ ۱۶۸ ]         |
| «بینش‌ها»                             | چارلی ایکس‌سی‌ایکس                                                     | شارلوت ایچیسن الکساندر گای کوک بی‌جی برتون | الان چه حسی دارم                         | ۲۰۲۰       | [ ۲۴ ]          |
| «نشاط»                               | —                                                                    | شارلوت ایچیسن اوزوچی امنیکه | —                                        | Unreleased | [ ۱۶۹ ]         |
| «ووم ووم»                            | چارلی ایکس‌سی‌ایکس                                                     | شارلوت ایچیسن سوفی زیان اماندا لوسیل وارنر جونالی پارمنیوس | ووم ووم                                  | ۲۰۱۶       | [ ۱۳۸ ]         |
| «گرم»                                | چارلی ایکس‌سی‌ایکس به‌همراه هایم                                        | شارلوت ایچیسن الکساندر گای کوک استه هایم دانیل هایم آلانا هایم                                                                                                  | چارلی                                    | ۲۰۱۹       | [ ۲۰ ]          |
| «جنگجو»                              | —                                                                    | شارلوت ایچیسن اوزوچی امنیکه | —                                        | Unreleased | [ ۱۷۰ ]         |
| «تماشای باران»                       | چارلی ایکس‌سی‌ایکس                                                     | شارلوت ایچیسن | ۱۴                                       | ۲۰۰۸       | [ ۱۷ ]          |
| «ما تابستان را از دست دادیم»         | تی‌اکس‌تی                                                              | شارلوت ایچیسن شارلوت گریس ویکتوریا لی کلتن وارد اسلو رابیت پی‌داگ کایل بلدت نادسن لیل ۲۷ کلاب                                                                    | مینیزود ۱: ساعات آبی                     | ۲۰۲۰       | [ ۱۷۱ ]         |
| «به جزیره من خوش اومدی» (ریمیکس)     | کارولین پولاچک به‌همراه جورج دنیل و چارلی ایکس‌سی‌ایکس                  | کارولین پولاچک شارلوت ایچیسن دن نیگرو جیمز استک | Non-album single                         | ۲۰۲۲       | [ ۱۷۲ ]         |
| «آنچه دوست دارم»                     | چارلی ایکس‌سی‌ایکس                                                     | شارلوت ایچیسن جوزف زوکو | عشق راستین                               | ۲۰۱۲       | [ ۳۹ ]          |
| «دربارم چی فکر میکنی»                | چارلی ایکس‌سی‌ایکس                                                     | شارلوت ایچیسن الکساندر گای کوک ویلون رکتور | تصادف                                    | ۲۰۲۲       | [ ۳۰ ]          |
| «وقتی دوباره عاشق شدم»               | جیمز بلانت                                                           | استیو مک بنجامین لوین عمار ملک دنیل اوملیو راس گولان شارلوت ایچیسن                                                                                              | فرود بر ماه                              | ۲۰۱۴       | [ ۱۷۳ ]         |
| «مرسدس سفید»                         | چارلی ایکس‌سی‌ایکس                                                     | شارلوت ایچیسن اندرو وتمن علی تمپوسی نیتن پرز | چارلی                                    | ۲۰۱۹       | [ ۲۰ ]          |
| «رزهای سفید»                         | چارلی ایکس‌سی‌ایکس                                                     | شارلوت ایچیسن الکساندر گای کوک جونالی پارمنیوس | فرشته شماره ۱                            | ۲۰۱۷       | [ ۲۲ ]          |
| «بردن»                               | نستی چری                                                             | شارلوت ایچیسنگابریت کلویی چیدز دبورا ناکس-هیوسن جورجیا سومری جاستین رایزن                                                                                       | فصل اول                                  | ۲۰۱۹       | [ ۱۱۶ ]         |
| «مشخصات اشعهٔ ایکس»                   | بلا تورن                                                             | شارلوت ایچیسن آلن گریگ جیکوب کاشر هیندلین | —                                        | Unreleased | [ ۱۷۴ ]         |
| «ایکس‌سی‌ایکس‌پلکس»                     | ای. جی. کوک با چارلی ایکس‌سی‌ایکس                                      | الکساندر گای کوک شارلوت ایچیسن | اپل علیه ۷جی                             | ۲۰۲۱       | [ ۱۷۵ ]         |
| «اکستازی»                            | بروک کندی به‌همراه چارلی ایکس‌سی‌ایکس و ملیبو میچ                       | بروک کندی اشتون کیسی شارلوت ایچیسن جنیفر رابرتز اسکار شلر | سکسورسیسم                                | ۲۰۱۹       | [ ۱۷۶ ]         |
| «باری دیگر»                          | چارلی ایکس‌سی‌ایکس                                                     | شارلوت ایچیسن | 14                                       | ۲۰۰۸       | [ ۱۷ ]          |
| «تو (ها ها ها)»                      | چارلی ایکس‌سی‌ایکس                                                     | شارلوت ایچیسن یواکیم اوهلوند دروین شلکر | عشق راستین                               | ۲۰۱۲       | [ ۳۹ ]          |
| «تو برای من»                         | سیگالا به‌همراه ریتا اورا                                             | شارلوت ایچیسن الکساندر گای کوک بروس فیلدر فین کین مدیسون لاو ریتا اورا                                                                                          | Non-album single                         | ۲۰۲۱       | [ ۱۷۷ ] [ ۱۷۸ ] |
| «تو برای عاشق شدن ساخته نشدی»        | —                                                                    | شارلوت ایچیسن فریزر تی. اسمیث | —                                        | Unreleased | [ ۱۷۹ ]         |
| «تو همونی»                           | چارلی ایکس‌سی‌ایکس                                                     | شارلوت ایچیسن پاتریک برگر | تو همونی عشق راستین                      | ۲۰۱۲       | [ ۳۹ ]          |
| «یاک»                                | چارلی ایکس‌سی‌ایکس                                                     | شارلوت ایچیسن مایک وایز الیزابت لول بولند مگان بولوو نیتن فرارو                                                                                                 | تصادف                                    | ۲۰۲۲       | [ ۳۰ ]          |